# Georgi Tringov
Georgi Petrov Tringov (en bulgare : Георги Петров Трингов) est un joueur d'échecs bulgare né le 7 mars 1937 à Plovdiv et mort le 2 juillet 2000. Grand maître international en 1963, champion de Bulgarie en 1963, 1981 et 1985, il se qualifia pour le tournoi interzonal de 1964 en gagnant le tournoi zonal de  Kecskemét 1964, Il remporta les tournois de Vrsac 1973, ex æquo avec Bruno Parma, Plovdiv 1977 et 1980, Smederevo 1980, Prague 1984 et Asenovgrad 1986.
Tringov participa au championnat du monde d'échecs junior de 1955 et finit cinquième. Il reçut le titre de maître international en 1962 et celui de grand maître l'année suivante (il était le deuxième grand maître bulgare après Milko Bobotsov). Il représenta la Bulgarie lors de douze olympiades d'échecs de 1956 à 1982. Il remporta la médaille de bronze individuelle en 1956, la médaille de bronze par équipe en 1968 et une médaille d'or individuelle au deuxième échiquier en 1968 (+8 =6) et en 1978 (au troisième échiquier). En 1982, il joua au premier échiquier de l'équipe bulgare.